# Paris–Roubaix 1923

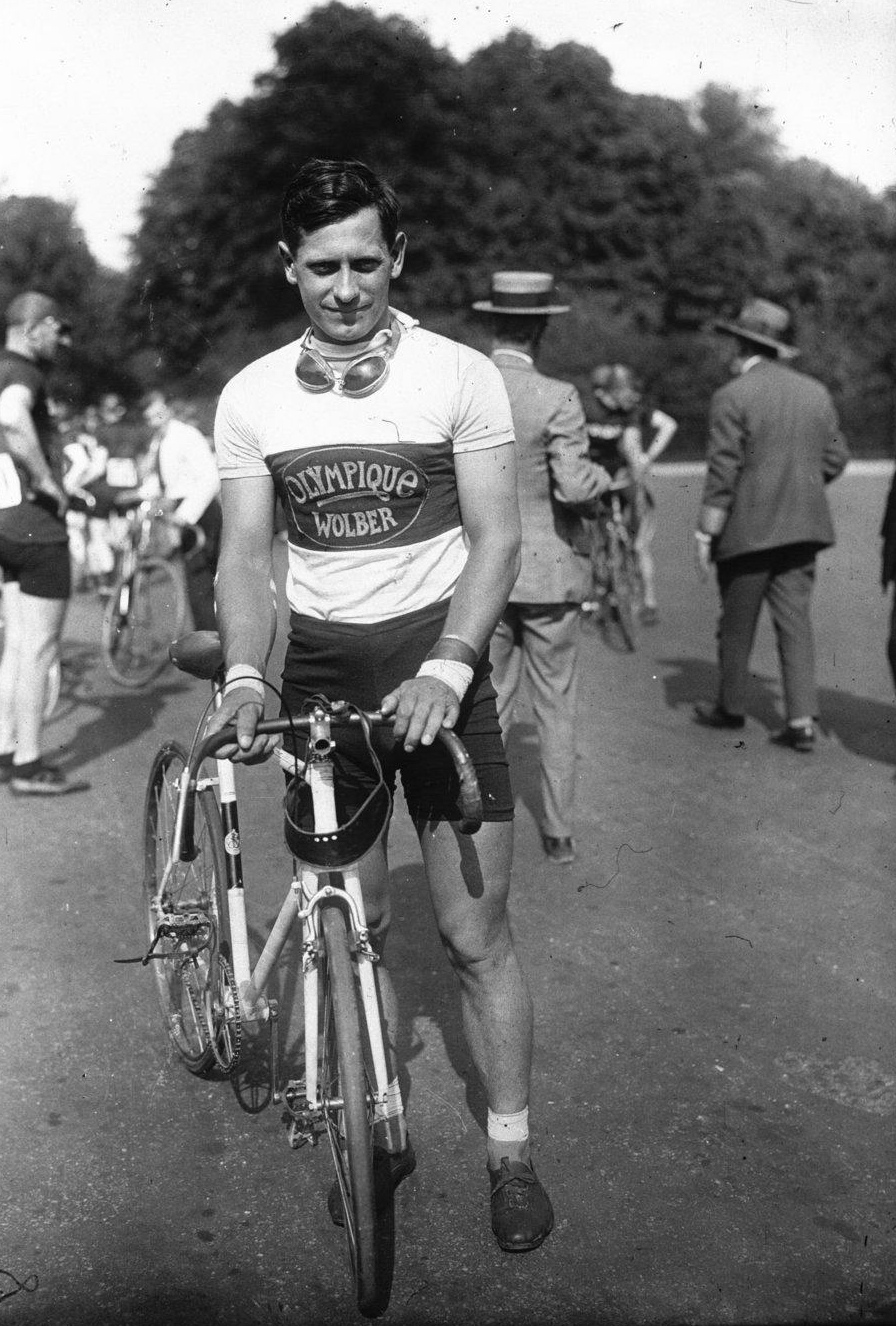
Heiri Suter (1926)

Das Eintagesrennen Paris–Roubaix 1923 war die 24. Austragung des Radsportklassikers und fand am Sonntag, den 1. April 1923, statt.
Das Rennen ging bei schönem Wetter von Le Vésinet aus über 270 Kilometer. 225 Rennfahrer starteten, von denen sich 88 platzieren konnten. Der Sieger Heiri Suter absolvierte das Rennen mit einer Durchschnittsgeschwindigkeit von 30,10 km/h.
Eine Gruppe von 23 Rennfahrern erreichte Roubaix gemeinsam. Marcel Huot zog den finalen Spurt vor dem Ziel auf der Avenue des Villas in Roubaix an, wurde aber von Suter, der für seinen starken Sprint bekannt war, überholt. Suter war der erste Fahrer, der im selben Jahr Paris–Roubaix und die Flandern-Rundfahrt gewann, aber auch der erste Schweizer, der Paris–Robaix für sich entscheiden konnte. Erst einmal zuvor, im Jahre 1914, hatte sich mit Oscar Egg überhaupt ein Fahrer aus der Schweiz bei diesem Rennen unter den ersten zehn platzieren können.